# NGC 4279
NGC 4279 (również PGC 39812) – galaktyka spiralna (S0-a), znajdująca się w gwiazdozbiorze Panny. Odkrył ją Lewis A. Swift 6 maja 1886 roku.